# Armada maritima
Armada maritima là một loài bướm đêm trong họ Noctuidae.